# Togacantha nordviei
Togacantha nordviei is een spinnensoort in de taxonomische indeling van de wielwebspinnen (Araneidae).
Het dier behoort tot het geslacht Togacantha. De wetenschappelijke naam van de soort werd voor het eerst geldig gepubliceerd in 1913 door Embrik Strand.